# 夜花藤属
夜花藤属（学名：Hypserpa）是防已科下的一个属，为藤本植物。该属共有9种，分布于印度、马来西亚。